# Amorphophallus operculatus
Amorphophallus operculatus là một loài thực vật có hoa trong họ Ráy (Araceae). Loài này được Hett. & Sizemore mô tả khoa học đầu tiên năm 2003.